# 2570 Porphyro
2570 Porphyro este un asteroid din centura principală, descoperit pe 6 august 1980 de Edward Bowell.